# Галле-Мерзебург
Га́лле-Ме́рзебург (нем. Halle-Merseburg) — провинция Пруссии. Существовала в 1944—1945 годах. Столица — город Мерзебург. Создана в 1944 году. Сегодня территория провинции входит в современную землю Саксония-Анхальт.

## История

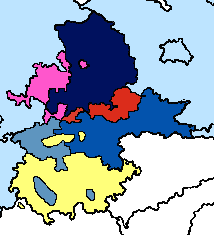
Июль 1944 года:
Провинция Магдебург
Провинция Галле-Мерзебург
Округ Эрфурт
Государство Тюрингия
Государство Анхальт

Указом фюрера от 1 апреля 1944 года с целью приведения к однообразию границ провинций с партийными гау провинция Саксония была упразднена. Административный округ Мерзебург был провозглашён самостоятельной провинцией Галле-Мерзебург. Обер-президентом провинции был назначен гауляйтер гау Галле-Мерзебург Иоахим Эггелинг.
Кроме того, согласно указу, бывший саксонский административный округ Магдебург также становился самостоятельной провинцией Магдебург. Состоящий же из нескольких территориально не связанных между собой районов административный округ Эрфурт переходил в прямое подчинение рейхсштатгальтеру в Тюрингии. Указ вступил в силу с 1 июля 1944 года.
Новая провинция Галле-Мерзебург просуществовала недолго. Ровно через год в июле 1945 года указом советской военной администрации провинции Галле-Мерзебург и Магдебург вместе с Анхальтом были объединены в новую провинцию Саксония, которая в 1946 году была переименована в провинцию Саксония-Анхальт и в 1947 году после ликвидации прусского государства переведена в ранг самостоятельной земли. Государственность Анхальта была, таким образом, также окончательно ликвидирована. Территория округа Эрфурт выла включена в современную землю Тюрингия.

## Обер-президенты
Провинция за её недолгую историю имела одного обер-президента.
| Годы      | Обер-президент  | Партия |
| --------- | --------------- | ------ |
| 1944—1945 | Иоахим Эггелинг | НСДАП  |